# Liên họ Trĩ
Liên họ Trĩ (danh pháp khoa học: Phasianoidea) là một liên họ thuộc bộ Gà (Galliformes). Liên họ được miêu tả vào năm 1825 bởi nhà động vật học người Ireland, Nicholas Aylward Vigors. Liên họ này hiện có 225 loài.

## Phân loại
Liên họ Phasianoidea được chia thành 3 họ:
- Họ Numididae – Họ Gà Phi (6 loài)
- Họ Odontophoridae – Họ Cút Tân thế giới (34 loài)
- Họ Phasianidae – Họ Trĩ (185 loài)